# نظرية CPT
نظرية CPT (نظرية انحفاظ الشحنة ، والتكافؤ ، والزمن Charge, Parity, Time-Invariance؛ المعروفة أيضًا باسم انحفاظ القوانين الفيزيائية ) هو قانون فيزيائي أساسي تم إنشاؤه في عام 1954 من قبل جيرهارت لودرس ، وأصبح ساريا في عام 1955 من قبل فولفغانغ باولي . والنظرية تقول أن كل عملية تنتج عن عملية أخرى ممكنة عن طريق تبادل المادة بالمادة المضادة وانعكاس إضافي للفضاء وكذلك عكس اتجاه الزمن يمكن أن تسير أيضا وفقًا لقوانين الفيزياء - بالتالي فهي ممكنة.
تعد صحة نظرية CPT خاصية أساسية لنظرية المجال الكمومي .

## تحول الـشحنة والتكافؤ والزمن CPT
يتم إجراء تحويل CPT عن طريق إجراء التحويلات الثلاثة المنفصلة التالية بالتسلسل:
- تحول الشحنة C: استبدال كل جسيم بواسطة جسيمه المضاد والعكس بالعكس. هذا يغير الشحنة . لذلك ، يُطلق على هذا التحول أيضًا اسم اقتران الشحنة .
- تحويل التكافؤ P: وهو عكس جميع الإحداثيات المكانية الثلاثة لجميع الجسيمات المشتركة والهياكل المعنية. يسمى هذا التحول انعكاس الفضاء أو تحول التكافؤ. إنه (في الحالة الثلاثية الأبعاد) مطابق للانعكاس الطبيعي (انعكاس على المرآة) ، حيث يتم عكس إحداثي مكاني واحد فقط ، ودوران إضافي بمقدار 180 درجة حول محور الإحداثيات هذا.
- تحويل الزمن T: وهو عكس إحداثيات الزمن لجميع الجسيمات المشتركة في تفاعل ما والهياكل المعنية Struktures، بحيث تتم العملية أيضا في وقت عكسي. يسمى هذا التحول بانعكاس الزمن .

## الثبات فيما يتعلق بالتحولات الفردية
تظل قوانين الفيزياء ، التي تصف العمليات التي تشارك فيها الجاذبية والتفاعل الكهرومغناطيسي فقط ، دون تغيير (تظل ثابتة أو منحفظة ) في كل من التحولات الثلاثة الموصوفة. هذا هو الحال بشكل خاص مع جميع عمليات الفيزياء اليومية.  أي أن لكل عملية هناك أيضا :
- الشحنة معكوسة ،
- الصورة معكوسة،
- الزمن معكوس

وكذلك جميع مجموعاتها تكون ممكنة.
ومع ذلك ، عندما يتعلق الأمر بالتفاعل الضعيف ، لم يعد هذا هو الحال. على سبيل المثال ، في فيزياء الجسيمات الأولية ، تكون العمليات ممكنة التي لا تتوافق صور المرآة مع قوانين الفيزياء. في هذه الحالة ، يتحدث المرء عن انتهاك لتماثل المرآة ، وهو ما يسمى بانتهاك التكافؤ P. ينتهك التفاعل الضعيف أيضًا التناظر فيما يتعلق بانعكاس الشحنة C والتماثل فيما يتعلق بانعكاس الزمن T. إذا تم انتهاك أحد هذه التماثلات ، فسيكون الجمع بين الاثنين الآخرين كذلك. على سبيل المثال ، في التفاعل الضعيف ، بسبب انتهاك التناظر الزمني ، يتم أيضًا انتهاك تناظر CP ، والذي يتوافق مع التطبيق المشترك لعكس الشحنة وانعكاس محاور الفضاء.
لم يتم بعد توضيح قاطع ما إذا كان يمكن انتهاك هذه التناظرات الفردية في العمليات التي تنطوي على تفاعل قوي . حتى الآن ، ومع ذلك ، لا يوجد دليل تجريبي على ذلك.

## الأساسيات
على الرغم من انتهاك الثوابت في التحولات المنفصلة P و CP في الفيزياء ، تنص نظرية CPT على أن الفيزياء ثابتة في التطبيق المشترك لجميع التحولات الثلاثة.
أظهر Wolfgang Pauli أن كل نظرية تكون CPT ثابتة تلبي الافتراضات التالية:
- الثبات فيما يتعلق بتحولات لورنتز (في الواقع ثابتة في ظل تحول بوانكاريه المتعامد) ،
- السببية
- المكان
- هاميلتوني تحت الحدود بحيث تتوجد حالة ميكانيكية كمومية للفراغ .

## التحقق التجريبي
تم تأكيد نظرية CPT تجريبيًا في نطاق الدقة التي يمكن تحقيقها اليوم. ومع ذلك ، هناك نظريات تتنبأ بحدوث انتهاك لنظرية CPT تحت هذا الحد من الدقة ، على سبيل المثال  بعض نظريات الجاذبية الكمية - أو نظريات الأوتار  التجارب الجديدة ، مثل تلك التي تجري في معجل دارمشتات للجسيمات FAIR أو الجارية في CERN ،  يجب أن تتمعن في صحة هذه النظريات بمزيد من الفحص.
قد يؤدي انتهاك نظرية ثبات CPT أيضًا إلى انتهاك ثبات لورنتز وبالتالي انتهاك النسبية الخاصة ،  انظر الاختبارات الحديثة لثبات لورنتز .

## انظر ايضا
- سهم الزمن
- كاون
- تجربة وو

## روابط انترنت
- موسوعة العلوم والتكنولوجيا: CPT
- مختبر لورنس بيركلي: تناظر CPT
- ببليوغرافيا مرتبة حسب الموضوع